# پایگاه هوایی سورنی
پایگاه هوایی سورنی (به انگلیسی: Severny (air base)) یک فرودگاه نظامی است که یک باند فرود بتن دارد و طول باند آن 3500 متر است. این فرودگاه در شهر اورسک کشور روسیه قرار دارد و در ارتفاع 259 متری از سطح دریا واقع شده است.